# Авдеенко, Людмила Степановна
Людмила Степановна Авдеенко (род. 14 ноября 1963, Солигорск, Минская область), в девичестве Петрусь — советская легкоатлетка, специалистка по прыжкам в высоту. Выступала за сборную СССР по лёгкой атлетике в 1985—1988 годах, обладательница серебряной медали Универсиады в Кобе, победительница и призёрка первенств национального значения, участница летних Олимпийских игр в Сеуле.

## Биография
Людмила Авдеенко родилась 14 ноября 1963 года в городе Солигорске Минской области Белорусской ССР.
Занималась лёгкой атлетикой в Минске, состояла в добровольном спортивном обществе «Урожай». Воспитанница Надежды Борисовны Мариненко.
Впервые заявила о себе на взрослом всесоюзном уровне в сезоне 1985 года, когда в зачёте прыжков в высоту выиграла бронзовые медали на зимнем чемпионате СССР в Кишинёве (1,90) и на летнем чемпионате СССР в Ленинграде (1,94).
Впоследствии вышла замуж за известного украинского прыгуна в высоту Геннадия Авдеенко и переехала на постоянное жительство в Одессу, где представляла Спортивный клуб армии.
В 1987 году с личным рекордом в 2,00 метра одержала победу на чемпионате СССР в Брянске, с результатом 1,93 метра заняла восьмое место на чемпионате мира в Риме.
В 1988 году победила на зимнем чемпионате СССР в Волгограде (2,00), была четвёртой на чемпионате Европы в помещении в Будапеште (1,94), получила серебро на летнем чемпионате СССР в Таллине (1,90). Благодаря череде удачных выступлений удостоилась права защищать честь страны на летних Олимпийских играх в Сеуле — на предварительном квалификационном этапе прыгнула на 1,87 метра и в финал не вышла.